# Roches-Prémarie-Andillé
 Roches-Prémarie-Andillé  es una población y comuna francesa, situada en la región de Poitou-Charentes, departamento de Vienne, en el distrito de Poitiers y cantón de La Villedieu-du-Clain.

## Demografía
| 626 | 685 | 1020 | 1378 | 1487 | 1544 |
| Para los censos de 1962 a 1999 la población legal corresponde a la población sin duplicidades (Fuente: INSEE [Consultar]) |     |      |      |      |      |